# Copa Colsanitas Santander 2007
Copa Colsanitas Santander 2007 — жіночий тенісний турнір, що проходив на відкритих кортах з ґрунтовим покриттям Club Campestre El Rancho в Боготі (Колумбія). Це був 10-й за ліком Copa Colsanitas Santander. Належав до турнірів 3-ї категорії в рамках Туру WTA 2007. Тривав з 19 до 25 лютого 2007 року. Шоста сіяна Роберта Вінчі здобула титул в одиночному розряді й отримала 25840 доларів США.

## Фінальна частина

### Одиночний розряд
Роберта Вінчі —  Татьяна Гарбін, 6–7(5–7), 6–4, 0–3 ret.
- Для Вінчі це був 1-й титул за кар'єру.

### Парний розряд
Лурдес Домінгес Ліно /  Паола Суарес —  Флавія Пеннетта /  Роберта Вінчі, 1–6, 6–3, 11–9